# Институт горного дела УрО РАН
Институт горного дела Уральского отделения Российской академии наук (ИГД УрО РАН) — один из старейших ведущих научно-исследовательских институтов России в области горного дела, расположенный на Урале, в Екатеринбурге.

## История
В 1939 году решением Президиума Академии наук СССР (протокол № 19 от 16 июня 1939 года) был создан Горно-геологический институт Уральского филиала АН СССР. Горно-геологический институт, который возглавил академик Л. Д. Шевяков, включал три сектора: геологический, геофизический и горный. В составе Горно-геологического института к концу 1939 г. было 26 научных сотрудников, в том числе: горный сектор — 11 человек, геологический — 10, геофизический — 3.
Распоряжением Совета Министров РСФСР от 24 февраля 1962 года № 579 Горно-геологический институт был разделен на Институт горного дела и Институт геологии. Директором Института горного дела был утвержден М. В. Васильев, ученым секретарем — В. А. Щелканов.
В 1963 году в ходе проводимых в стране реформ Институт горного дела в числе других научных институтов был выведен из состава Академии наук СССР и передан Государственному комитету по координации, позднее — Государственному комитету по черной и цветной металлургии. После реорганизации Госкомитета вошёл в состав Министерства чёрной металлургии СССР. Институт в течение многих лет являлся центральным и головным научно-исследовательским институтом по вопросам разработки месторождений сырьевой базы чёрной металлургии в СССР. ИГД МЧМ СССР в качестве головного выполнял функции ведущего в отрасли по научным направлениям: технология и комплексная механизация добычи железных и хромовых руд открытым способом; карьерный транспорт; технология и механизация буровзрывных работ; защита земельных ресурсов. природных объектов и сооружений, рекультивация земель; электрооборудование и электроснабжение карьеров. Институт проводил большой объем самостоятельных исследований и одновременно координировал научную деятельность НИИ, проектных организаций горного профиля Минчермета СССР, многих вузов, институтов АН СССР и других ведомств. Общая численность института в этот период подчинения МЧМ СССР достигла 480 человек, в том числе 260 научных работников, из них 11 докторов и 90 кандидатов наук.
В 1994 году на основании решения Правительства РФ Институт горного дела вновь вошёл в состав Уральского отделения РАН.

## Директора института
- 1939—? — Шевяков, Лев Дмитриевич

Директор ИГД, возглавлявший его более 20 лет, профессор, д.т. н. Васильев Михаил Владимирович

- ?—1956 — Иванов, Аркадий Александрович
- 1962—1984 — д.т. н. Васильев, Михаил Владимирович
- 1985—1992 — к.т. н. Котяшев, Альберт Александрович
- 1992—1995 — к.т. н. Сашурин, Анатолий Дмитриевич
- 1995—2006 — д.т. н. Яковлев, Виктор Леонтьевич
- 2006—2019 — д.т. н. Корнилков, Сергей Викторович
- 2019—настоящее время — д.т. н. Соколов, Игорь Владимирович

## Основные научные направления и школы

### Научные направления
Президиумом Уральского отделения РАН в 2006 году были утверждены следующие основные направления научных исследований:
1. Разработка теоретических основ стратегии освоения и комплексного использования минеральных ресурсов;
2. Создание научных основ новых технологий разработки глубокозалегающих месторождений;
3. Исследование проблем геомеханики и разрушения горных пород.

### Научные школы
1. Карьерного транспорта (М. В. Васильев, В. Л. Яковлев, Б. В. Фаддеев, А. Н. Шилин, В. П. Смирнов и др.)
2. Геомеханики (Н. П. Влох, А. Д. Сашурин и др.)
3. Управлению качеством руды и рациональному использованию недр (П. П. Бастан, А. В. Гальянов и др.)
4. Открыто-подземная разработка месторождений полезных ископаемых (В. А. Щелканов и др.)
5. Разрушения горных пород (В. М. Сенук и др.)
6. Проблем бурения скважин (И. Н. Сидоров, Р. И. Сухов и др.)
7. Аэрологии карьеров и создания средств проветривания карьеров (С. С. Филатов и др.)
8. Рекультивации нарушенных горными работами земель (Е. П. Дороненко и др.)

### Докторские диссертации
При институте действует Учёный совет по защите докторских и кандидатских диссертаций.
Список докторских диссертаций, защищённых сотрудниками института приведен здесь. Архивная копия от 6 марта 2016 на Wayback Machine

### Кандидатские диссертации
Список кандидатских диссертаций, защищённых сотрудниками института приведен здесь. Архивная копия от 6 марта 2016 на Wayback Machine